# Лугово (Сомбор)
Лугово је салашарско насеље, једно од 16 насеља града Сомбора.

## Географија
Лугумерци (Лугово) се налази јужно од града на путуа за Сомбора, а са обе стране пута почев од четвртог и петог све до осмог и деветог километра. Нјима припадају и Шидани који се налазе лево од пута Сомбор-Стапар, када се иде за Жарковац.

## Историја
Лугумерци су стари салаши, али старијих записа о њима нема. Од кудељаре Напредак која је изграђена 1947. и 1948. године почиње прво помињање њих као насеља. После другог светског рата Лугумерце су звали Лугово, али то није дуго трајало, само док су и салаши имали своје Одборе власти, са секретаром и чиновником - порезником.

## Модерно доба
После престанка рада школе 2012. године ученици су пребачени у ОШ Доситеј Обрадовић. Захваљујући томе што се налазе на путу Сомбор-Стапар Лугово је добро повезано са Сомбором. Прикључени су градском водоводу, и имају телефон и гас. Сада у Лугову има 710 становника и око 200 домаћинстава. 